# 罗文 (1964年)
罗文（1964年12月—），男，汉族，湖南安仁人，中华人民共和国政治人物，曾任中共四川省委副书记，现任国家市场监督管理总局党组书记、局长。

## 生平
罗文1981年考入武汉大学哲学系哲学专业学习，1985年毕业后到电子工业管理干部学院工作，历任教师、社会科学系副主任、教务科研处副处长、处长。
1997年11月起，罗文任电子工业部计算机与微电子发展研究中心主任助理、计算机市场杂志社总编辑、市场研究中心常务副主任。2000年2月，任赛迪顾问股份有限公司常务副总经理（执行总裁）。2003年3月，任中国电子信息产业发展研究院副院长、赛迪顾问股份有限公司总经理（总裁）。2009年4月，任中国电子信息产业发展研究院院长、赛迪顾问股份有限公司董事长。此期间，罗文在北京交通大学进行在职研究生学习，先后获得高级管理人员工商管理硕士学位、管理学博士学位。
2015年11月，罗文任工业和信息化部规划司司长。2017年7月，升任工信部副部长、党组成员，分管科技司、安全生产司、消费品工业司、电子信息司。2019年1月调任国家发展和改革委员会党组成员、副主任，分管地区经济司、地区振兴司、经济与国防协调发展司，并分管京津冀协同发展相关工作。
2020年3月，罗文空降四川，任中共四川省委常委、省政府常务副省长。2020年6月，兼任四川行政学院院长。2022年5月当选中共四川省委副书记，随后卸任省政府常务副省长、四川行政学院院长职务。
在当选四川省委副书记18天后，罗文于2022年6月17日升任国家市场监督管理总局党组书记，后于7月8日担任国家市场监督管理总局局长职务，晋升正部级。